# Межа беззаконня (фільм, 1934)
Межа беззаконня (англ. The Lawless Frontier) — вестерн 1934 року, режисера Роберта Н. Бредбері. В головних ролях Джон Вейн, Шейла Террі, Джордж "Габбі" Гейес та Ерл Двайр. Фільм з бюджетом у 11 000 доларів був знятий менш ніж за тиждень у каньйоні Ред-Рок на півночі від Лос-Анджелеса. Прем'єра фільму відбулась 22 листопада 1934 року.

## У ролях
- Джон Вейн - Джон Тобін
- Шейла Террі - Рубі
- Джек Роквелл - шериф Люк Вільямс
- Джордж "Габбі" Гейес - Дасті
- Джей Вілсі - другий помічник Занті
- Якіма Канутт в ролі Джо, помічник Занті
- Гордон Де Мейн - Міллер
- Ерл Двайр - Пандро Занті, псевдонім Дон Йорба

## Зовнішні посилання
- The Lawless Frontier на сайті IMDb (англ.)
- The Lawless Frontier is available for free download at the Internet Archive
- Межа беззаконня (фільм, 1934) на сайті AllMovie (англ.)
- The Lawless Frontier at the TCM Movie Database
- The Lawless Frontier на сайті American Film Institute Catalog[en] (англ.)